# Gottfried Weber (General)
Gottfried Ludwig Weber (* 31. Januar 1899 in Breslau; † 17. August 1958 in Villach) war ein deutscher Offizier. Er diente als Generalleutnant im Zweiten Weltkrieg und war zuletzt Generalmajor der Bundeswehr.

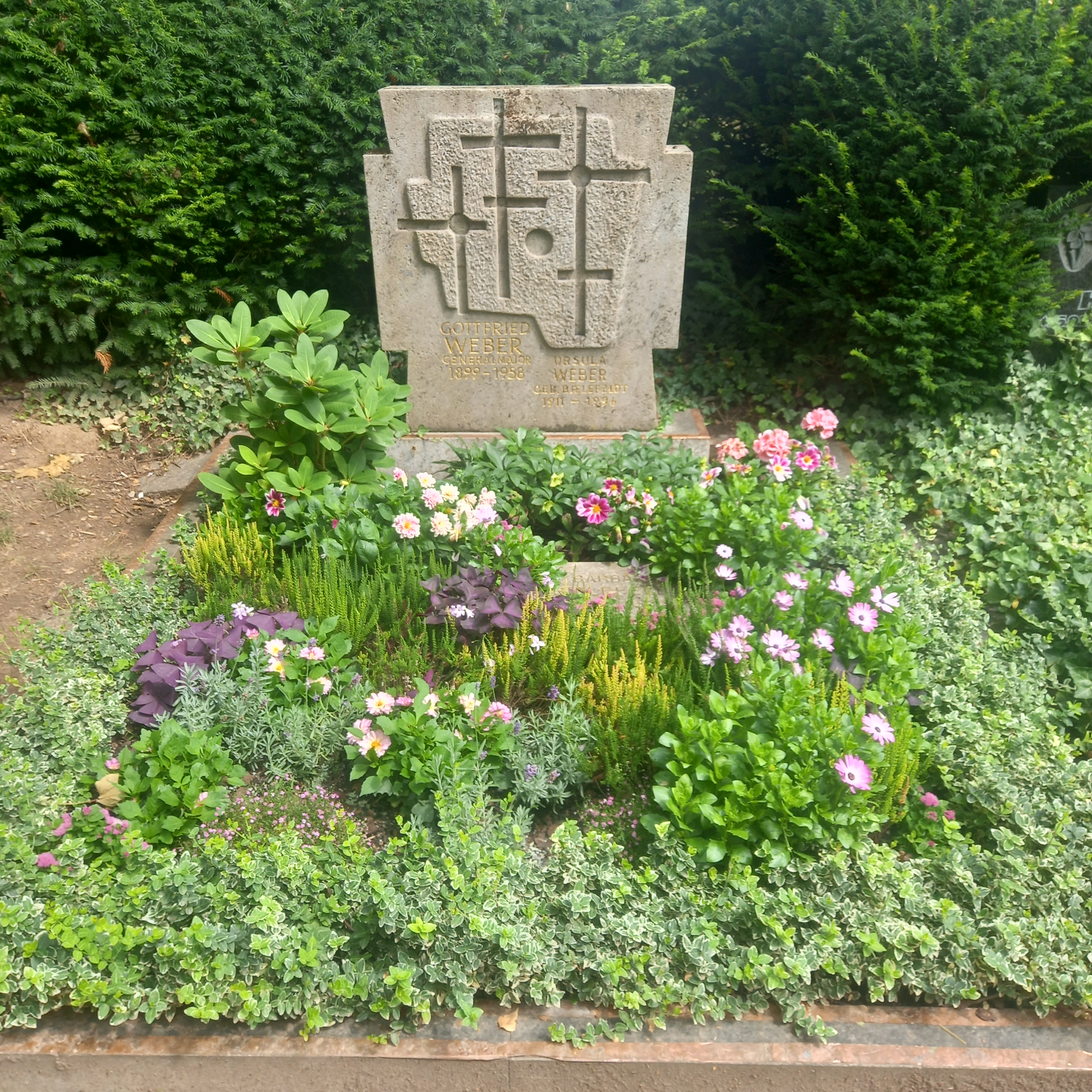
Das Grab von Gottfried Weber und seiner Ehefrau Ursula geborene Bielefeldt auf dem Südfriedhof (Wiesbaden)

## Leben
Gottfried Weber wurde 1899 als Sohn des Referendars Dr. phil. Ludwig Weber und dessen Ehefrau Elvira, geborene Lehmann, geboren.
Gottfried Weber trat am 30. Juni 1917 als Fahnenjunker in die Armee ein und diente als Offizier im Ersten Weltkrieg. Am 1. Mai 1918 wurde er im 5. Garde-Regiment zu Fuß zum Leutnant befördert. Nach dem Krieg wurde er am 1. April 1920 aus der Armee verabschiedet.
Am 1. Juni 1934 trat er als Hauptmann in die Reichswehr ein.
Ab 1. August 1938 war er Chef der 8. (MG)-Kompanie im Infanterie-Regiment 23 (Rastenburg), wurde zu Kriegsbeginn ab 1. August 1939 Kommandeur des I. Bataillons beim Infanterie-Regiment 162 der 61. Infanterie-Division. Er nahm mit dem Regiment am Westfeldzug und später ab Sommer 1941 am Ostfeldzug teil. Hier wurde er im Oktober 1941 erst mit dem Ritterkreuz des Eisernen Kreuzes ausgezeichnet und dann am 1. Februar 1942 Oberstleutnant. Vom 1. April 1942 bis Mitte November 1943 war er Kommandeur des Infanterie-Regiments 176, ebenfalls bei der 61. Infanterie-Division, und blieb dies auch nach der Umbenennung in Grenadier-Regiment 176 Mitte Oktober 1942. In dieser Zeit wurde er immer wieder aus dieser Funktion herausgelöst und mit der Führung unterschiedlicher Divisionen, welche der 18. Armee unterstellt waren, beauftragt. Am 1. Dezember 1942 erhielt er seine Beförderung zum Oberst.
Mit der Führung der 81. Infanterie-Division als Vertretung für Generalmajor Erich Schopper war er kurzzeitig vom 1. März 1943 bis 13. März 1943 beauftragt, übernahm dann im April/Mai 1943 die Führung über die 61. Infanterie-Division sowie anschließend bis Ende Mai 1943 in gleicher Kommandierung die 93. Infanterie-Division. Im Juni 1943 kam er kurz, ebenfalls als Vertretung für den Divisionskommandeur Generalmajor Erich Schopper, zur 81. Infanterie-Division zurück. Von Mitte November 1943 an war er, direkt nachdem die Felddivision von der Luftwaffe zum Heer überführt worden war, mit der Führung der 12. Luftwaffen-Felddivision beauftragt. Mit seiner Beförderung zum Generalmajor Anfang Februar 1944 wurde er Kommandeur der 12. Luftwaffen-Felddivision. Im Juni 1944 wurde ihm das Eichenlaub zum Ritterkreuz des Eisernen Kreuzes verliehen und am 1. August 1944 wurde er in den Dienstgrad Generalleutnant befördert. Das Kommando über die Division behielt er bis März 1945.
Anschließend war er bis Kriegsende, das für ihn und seine Truppen mit der bedingungslosem Kapitulation der deutschen Wehrmacht kam, mit der Führung des XVI. Armeekorps beauftragt. Mit dem Armeekorps geriet Weber im Kurland-Kessel in sowjetische Kriegsgefangenschaft. Im Oktober 1955 wurde er aus dem Kriegsgefangenenlager 5110/48 Woikowo entlassen.
Nach seiner Freilassung trat er mit der Gründung in die Bundeswehr ein. Zuletzt war Weber als Generalmajor ab 1957 Inspizient der Infanterie.
Er heiratete 1932 in Zoppot. Er starb 1958 bei einem Autounfall in Villach (Österreich).

## Auszeichnungen (Auswahl)
- Eisernes Kreuz (1939) II. und I. Klasse
- Verwundetenabzeichen (1939) in Schwarz
- Infanterie-Sturmabzeichen
- Deutsches Kreuz in Gold am 16. Februar 1943
- Ritterkreuz des Eisernen Kreuzes mit Eichenlaub[8]
  - Ritterkreuz am 13. Oktober 1941
  - Eichenlaub am 9. Juni 1944 (490. Verleihung)